# Imbroglio
Imbroglio (italienisch für Betrug; englisch für Verwirrung) bedeutet in der Musik eine besondere unregelmäßige Art der Betonung, bei der durch verschiedene rhythmische Mittel ein Schein-Metrum entsteht, bei dem gerade und ungerade Ordnung sich zu widersprechen scheinen. Ein bekannter Typ von Imbroglio  ist die Hemiole, bei der z. B. der 6⁄8-Takt und der 3⁄4-Takt gegeneinander stehen. Beispiele finden sich seit dem 16. Jahrhundert bis heute. Der Begriff kam erst im 18. Jahrhundert auf.
Neuere Beispiele:
- Yes: Tales from Topographic Oceans mit komplizierteren Imbrogli